# Jean Rochat
 (mars 2025).
Motif : Sources toutes régionales (canton de Vaud)
- Archive Wikiwix
- Bing
- Cairn
- DuckDuckGo
- E. Universalis
- Gallica
- Google
- G. Books
- G. News
- G. Scholar
- Persée
- Qwant
- (zh) Baidu
- (ru) Yandex
- (wd) trouver des œuvres sur Wikidata

| 1. | Préciser le motif de la pose du bandeau. | Précisez le motif de la pose du bandeau en utilisant la syntaxe suivante : {{admissibilité à vérifier\|date=mars 2025\|motif=remplacez ce texte par le motif}}                   |
| 2. | Informer les utilisateurs concernés.     | Pensez à avertir le créateur de l'article, par exemple, en insérant le code ci-dessous sur sa page de discussion : {{subst:avertissement admissibilité à vérifier\|Jean Rochat}} |

Jean Rochat, né à Senarclens le 4 décembre 1922 et mort le 27 mars 2005, est un compositeur, chef de chœur et enseignant vaudois.

## Biographie
Jean Rochat entre en 1939 à l'école normale de Lausanne où il s'intéresse à la musique chorale. Il a comme maître Hermann Lang, l'un des grands chefs de chœur de l'époque. Il travaille ensuite l'harmonie, le contrepoint et la composition avec Charles Mayor et Aloÿs Fornerod. En 1953, il obtient le brevet pour l'enseignement de la musique. Il enseigne ensuite au collège du Belvédère, à l'école normale et au Conservatoire de Lausanne. 
Parallèlement à ses activités professionnelles, Jean Rochat dirige les chœurs de Cossonay et de Pully. Il s'intéresse très tôt à la composition de musique chorale. Il écrit entre autres quelques musiques de scène, petites cantates et suites chorales, et harmonise volontiers des mélodies hongroises, russes, polonaises et tchèques. Il participe aussi au renouvellement du répertoire pour chœurs d'hommes.
Appelé en 1968 à faire partie de la Commission de musique de la Société cantonale des chanteurs vaudois, Jean Rochat y siège durant 18 ans, dont 10 comme président. Lors des fêtes des chanteurs vaudois, neuchâtelois et valaisans, il fonctionne souvent comme membre du jury, et se voit confier la composition des chœurs pour voix d'hommes.
Un fonds Jean Rochat a été créé à la Bibliothèque cantonale et universitaire de Lausanne.

## Sources
- « Jean Rochat », sur la base de données des personnalités vaudoises sur la plateforme « Patrinum » de la Bibliothèque cantonale et universitaire de Lausanne.
- Compositeurs suisses de notre temps, biographies, catalogues d'œuvres avec discographie et bibliographie, Winterthur, Amadeus, 1993, pp. 312-315
- Compositeurs suisses d'œuvres chorales, Zurich, Hug & Co., 1999
- Fonds Jean Rochat de la BCU Lausanne